# القتل أهوي!
القتل أهوي! (بالإنجليزية: Murder Ahoy!) هو الفلم الرابع للآنسة ماربل من تمثيل مارغريت روثرفورد (مثل الأجزاء الثلاثة السابقة) عُرض الفيلم في عام 1964 وكان من إخراج جورج بولوك، مع ديفيد بورسال وجاك سيدون.

## طاقم التمثيل
- مارغريت روثرفورد بدَوْر الآنسة ماربل
- ليونيل جيفريز بدَوْر الكابتن رمستون
- بود تينجويل بدَوْر رئيس المفتشين كرادوك
- وليام ميرفين بدَوْر القائد بريزكونيغتون
- جوان بنهام بدَوْر المربية أليس فانبريد
- سترينجر ديفيس بدَوْر السيد سترينجر
- نيكولاس بارسونز بدَوْر الدكتورة دمدم
- مايلز ماليسون بدَوْر بيشوب فوكنر
- هنري اوسكار بدَوْر اللورد ردكين
- ديريك نيمو بدَوْر الملازم همبرت
- جيرالد كروس بدَوْر القائد الملازم ديمتشرتش
- نورما فوستر بدَوْر مساعد(ة) المربية شيرلي بوسطن
- تيرينس إدموند بدَوْر الرقيب بيكون
- فرانسيس ماثيوز بدَوْر الملازم كومبتون
- لوسي غريفيث بدَوْر ميلي
- برنارد آدمز بدَوْر داستي ميلر
- توني كوين بدَوْر كيلي
- إدنا بيتري بدَوْر الآنسة برينغل
- روي هولدر بدَوْر الجندي لامب
- إيفور سالتر بدَوْر شرطي
- هنري لونجهارست بدَوْر سيسيل ففولي هاردويك
- ديزموند روبرتس بدَوْر السير جيفري بكنوس

## روابط خارجية
- القتل أهوي! على موقع IMDb (الإنجليزية)
- القتل أهوي! على موقع نتفليكس (الإنجليزية)
- القتل أهوي! على موقع ألو سيني (الفرنسية)
- القتل أهوي! على موقع Turner Classic Movies (الإنجليزية)
- القتل أهوي! على موقع أول موفي (الإنجليزية)
- القتل أهوي! على موقع فيلمافينيتي (الإسبانية)
- القتل أهوي! على موقع قاعدة بيانات الأفلام السويدية (السويدية)
- القتل أهوي! على موقع قاعدة بيانات الفيلم (الإنجليزية)
- القتل أهوي! على موقع ليتربوكسد (الإنجليزية)
- القتل أهوي! على موقع كينوبويسك (الروسية)